# Laurent Leflamand
Pas d'image ? Cliquez ici

a Compétitions nationales et continentales officielles uniquement.

b Matchs officiels uniquement.
Dernière mise à jour le 18 septembre 2018.
Laurent Leflamand, né le 4 avril 1968 à Cherbourg, est un joueur de rugby à XV, qui a joué avec l'équipe de France, le FC Grenoble et le CS Bourgoin-Jallieu, évoluant au poste de trois-quarts aile gauche.

## Carrière
Il est formé au Rugby club Cherbourg Hague où il commence en cadets en 1985.
En 1989 il rejoint le Istres sport rugby, puis le Lyon OU en 1991.
Lors de la saison 1994-1995 il rejoint le FC Grenoble de Jacques Fouroux sous l’ère des « Mammouths » mais il ne peut exercer ses talents cette saison car maintenu comme les autres internationaux en licence rouge par le président de la FFR Bernard Lapasset alors qu'il n'a pourtant jamais porté le maillot frappé du coq. Il va ensuite se révéler sous les ordres de Nano Capdouze qui prône un jeu plus offensif l'année suivante.  
Lors de la saison 1996-1997, il signe avec le CS Bourgoin-Jallieu de Michel Couturas où le CSBJ atteint la finale du championnat de France, qu’il perd contre le Stade toulousain.
Mais cette année il remporte aussi le premier titre du challenge européen contre Castres au stade de la Méditerranée à Béziers.
Le 6 novembre 1996, il est invité avec les Barbarians français pour jouer contre Cambridge en Angleterre. Les Baa-Baas s'imposent 76 à 41.
Il a disputé son premier test match le 7 décembre 1996, contre l'équipe d'Afrique du Sud, et son dernier test match fut contre cette même équipe, le 22 novembre 1997.
Il a disputé trois matchs du Grand Chelem de la France en 1997 et termine meilleur marqueur d'essais du tournoi à égalité David Venditti, avec 4 réalisations.
Il quitte le CSBJ en 2001, avant de rejoindre l'US bressane en 2002, puis le
RC Villars-les-Dombes en 2006, le Rennes EC en 2008 et enfin le SC Le Rheu rugby en 2010.

## Palmarès

### En club
Avec CS Bourgoin-Jallieu
- Championnat de France de première division :
  - Vice-champion (1) : 1997
- Bouclier européen :
  - Vainqueur (1) : 1997
  - Finaliste (1) : 1999
- Coupe de France :
  - Finaliste (2) : 1997 et 1999

### En équipe nationale
- Sélections en équipe nationale : 8
- 5 essais, 25 points
- Sélections par année : 1 en 1996, 7 en 1997
- Tournoi des Cinq Nations disputé : 1997
- Grand Chelem de la France en 1997

#### Tournoi des Cinq Nations
| Édition           | Rang | Résultats France | Résultats Leflamand | Matchs Leflamand |
| ----------------- | ---- | ---------------- | ------------------- | ---------------- |
| Cinq Nations 1997 | 1    | 4 v, 0 n, 0 d    | 3 v, 0 n, 0 d       | 3/4              |

Légende : v = victoire ; n = match nul ; d = défaite ; la ligne est en gras quand il y a Grand Chelem.